# Кастелветро ди Модена
Кастелветро ди Модена је насеље у Италији у округу Модена, региону Емилија-Ромања.
Према процени из 2011. у насељу је живело 3648 становника. Насеље се налази на надморској висини од 120 м.

## Становништво
| 1951. | 1961. | 1971. | 1981. | 1991. | 2001. | 2011.  |
| ----- | ----- | ----- | ----- | ----- | ----- | ------ |
| 9.409 | 7.770 | 6.738 | 7.497 | 8.081 | 9.589 | 11.012 |